# Hélène Welinder
Hélène Louise Charlotte Welinder, född Gilliéron-Tribolet 6 juli 1855 i Bern, död 28 september 1932 i Stockholm, var en svensk författare.
Hélène Welinder växte upp i Bern där hon utbildades på flickskola och internat i Frankfurt am Main. Efter avslutade studier bodde hon på familjens vingård i Chexbrex vid Genèvesjön, där hon 1877 träffade prästsonen, sedermera godsägaren Birger Welinder som hon gifte sig med följande år. De flyttade till Köpenhamn och sedan till Svalöv där de köpte en egendom som de döpte till Heleneborg. Hon engagerade sig i den nybildade utsädesföreningen och fick fem barn under åren 1879–1888.
Hélène Welinder lärde sig utmärkt svenska under de första åren i Sverige och översatte 1897 en tysk bok till svenska, följt av översättningar av svenska till tyska. Hon träffade August Strindberg under ett besök i Schweiz sommaren 1884, vilket hon sedan skrev om i tidskriften Idun 1912. Hon korresponderade regelbundet med både Strindberg och Carl Snoilsky. Brevväxlingen med Carl Snoilsky blev senare publicerad.
Hennes första egna verk En Vasaättling om kung Sigismund utkom 1915, följt av Vid skampålen 1919. 1923 publicerades boken om Olympia Morata och renässanstidens Italien och De nio dagarnas drottning 1930 om Jane Grey och reformationstiden i England. Hennes sista bok En riddare i bojor utkom 1935 och handlade om diktaren Cervantes händelserika liv. 
Totalt publicerade hon fem dramatiseringar av kända historiska personers liv.